# Vánoční zázrak aneb Sliby se maj plnit o Vánocích
Vánoční zázrak aneb Sliby se maj plnit o Vánocích je muzikál Janka Ledeckého obsahující jeho písničky, a to jak starší, tak přímo pro muzikál napsané. Premiéra muzikálu se uskutečnila 1. prosince 2011 v pražském divadle Broadway a derniéra 1. ledna 2012 tamtéž.

## Obsah díla
Cestou na vánoční firemní večírek potkává Marek svou bývalou lásku ze studentských let Veroniku. Oba však spěchají za svými povinnostmi a tak si nestačí blíže popovídat. Opětovně se oba dva setkávají na zmíněném Markově večírku, kde Veronika vystupuje coby anděl. Na večírku navíc Markovi jeho šéf Radan nabídne podíl v developerské firmě, v níž oba muži pracují. V průběhu večírku se Marek s Veronikou opětovně sblíží.
Marek má doma sedmiletého syna Tomáše, který se narodil 24. prosince, avšak Tomášova maminka a tedy Markova žena tehdy při porodu zemřela. Proto Marek Vánoce příliš neslaví. Vánoční svátky tudíž Marek s Tomášem, spolu s Markovým bratrem Pavlem a otcem obou bratří (dědečkem) slaví pouze jako Tomášovy narozeniny a vánočním obyčejům se vyhýbají.
Veronika však Tomáše seznamuje se slavením 24. prosince nejen jako Tomášových narozenin, nýbrž také jako oslavu Vánoc a narození Ježíška.
Z obav ze zklamání se Marek bojí hlubšího vztahu s Veronikou. A také Veronika má zábrany vstoupit do vztahu s Markem. Trpí totiž nemocí krvinek a bojí se brzké smrti. Nakonec jí pomáhá dědeček Marka a Pavla, emeritní profesor hematologie. Obrat v její léčbě, který se rovná zázraku, nastává i díky vánočnímu zázraku, který pro Veroniku připraví Marek spolu se svým ztřeštěným bratrem Pavlem, maminkou Veroniky (babičkou) a dalšími (blíže nepojmenovanými) postavami děje, které Marek během příběhu poznává například v restauraci.

## Obsazení
- Veronika:
  - Linda Rybová
  - Elin Špidlová

- Marek:
  - Filip Blažek
  - Martin Trnavský

- Radan, Markův nadřízený:
  - Karel Dobrý
  - Marek Vašut

- Dědeček, otec Marka a Pavla:
  - Petr Kostka
  - Petr Štěpánek

- Babička, maminka Veroniky:
  - Naďa Konvalinková
  - Luba Skořepová
  - Jana Švandová

- Pavel, bratr Marka a strýc Tomáše:
  - Martin Dejdar
  - Aleš Háma
  - Juraj Bernáth

- Tomáš, syn Marka:
  - Filip Antonio
  - Jáchym Blažej
  - Richard Mašata

- Monika (nová Markova kolegyně v zaměstnání) a další postavy:
  - Alžběta Bartošová
  - Lucie Černíková
  - Kristýna Kudrnáčová
  - Michaela Zemánková

- Franta:
  - Juraj Bernáth
  - L. W. Frenk

- Pánské role:
  - Ondřej Černý
  - Petr Ryšavý
  - Oldřich Smysl
  - Petr Šudoma
  - Jan Tenkrát
  - Mario Čermák

- Dámská taneční skupina:
  - Gloria Fricová
  - Denisa Kubášová
  - Jana Sochůrková